# Szilágyi Csaba (úszó)
Szilágyi Csaba (Čaba Silađi, szerbül:Чаба Силађи, Zenta, 1990. augusztus 23. –) magyar származású szerb mellúszó.

## Pályafutása
Szilágyi Óbecsén járta ki az általános - és középiskolát, míg harmadikos gimnazista korában kvalifikálta magát a pekingi olimpiára, mindössze 18 évesen. 1997-től kezdődően úszik, 2004-ig párhuzamosan vízilabdázott is.
Első nemzetközi versenye a 2007-es rövid pályás úszó-Európa-bajnokság volt Debrecenben. Számos figyelemre méltó eredményt ért el a világbajnokságon és az európai junior bajnokságokon. A junior világbajnokságon 50 méter mellen ezüst-, 100 méter mellen pedig bronzérmet szerzett.
Részt vett a 2008-as pekingi olimpián, 2009-ben pedig a Mediterrán játékokon 100 méteres mellúszásban ezüstérmet, 50 méteres mellúszásban pedig bronzérmet nyert. A Belgrádban rendezett 2009-es nyári Universiadén bronzérmet nyert az 50 méteres versenyszámban.
Elődöntőt úszott a 2009-es úszó-világbajnokságon és a budapesti 2010-es úszó-Európa-bajnokságon.
A 2009-es rövid pályás úszó-Európa-bajnokságon bronzérmet nyert 50 méter mellen. Részt vett a 2012-es londoni olimpián.

## Rekordjai
50 méter mell
- 27,05 (2018. március 31., Debrecen) magyar rekord[6]
- 26,83 (2019. március 30., Debrecen) magyar rekord[7]

100 méter mell
59,40 (2019. március 27., Debrecen) magyar rekord

## Magánélete
Zentán született a szerbiai Vajdaság területén. Magyar származása ellenére a felnőtt világversenyeken szülőhazáját képviseli.